# Filmverlag der Autoren
Der Filmverlag der Autoren war ein deutscher Filmverleih, der auch im Handel mit Filmrechten (Lizenzen) und als Filmproduzent tätig war. Ein Schwerpunkt des Repertoires war der Neue Deutsche Film. 1971 in München als Selbsthilfeorganisation des deutschen Autorenfilms gegründet, gehörte der Filmverlag ab 1999 zur Kinowelt Medien AG (heute  Studiocanal GmbH).

## Vorgeschichte und Gründung
Der Filmverlag der Autoren entstand in einer Umbruchphase der Filmwirtschaft in der Bundesrepublik Deutschland. Nachdem der deutsche Film nach dem Zweiten Weltkrieg künstlerisch nahezu bedeutungslos geworden war, wuchs eine neue Generation von Filmschaffenden heran, die sowohl Drehbuchautoren und Regisseure, als auch Produzenten waren. Für ihre meist mit wenig Geld realisierten Filme gab es nur wenige Spielstätten, da die Großstadtkinos fest an wenige große Verleihfirmen gebunden waren. „Kassenschlager“ kamen erst nach wochenlanger Auswertung in den kleineren Städten an. Als Gegenbewegung entstanden Programmkinos (gewerblich) und kommunale Kinos (nichtkommerziell). Die Autorenfilmer fanden für ihre ambitionierten Projekte nur schwer Produktionsgelder und Verleiher.
Vor diesem Hintergrund unterzeichneten 13 Filmemacher am 18. April 1971 in München den Gesellschaftervertrag zur Gründung des Filmverlags der Autoren. Die Unterzeichner waren Hark Bohm, Michael Fengler, Peter Lilienthal, Hans Noever, Pete Ariel, Uwe Brandner, Veith von Fürstenberg, Florian Furtwängler, Thomas Schamoni, Laurens Straub, Wim Wenders, Hans W. Geissendörfer und Volker Vogeler. Nach dem Vorbild des Frankfurter Verlags der Autoren wollten sie Produktion, Rechteverwaltung und Vertrieb eigener Filme gemeinsam organisieren. Geschäftsführer wurde Michael Fengler.
Der erste Film der Produktion 1 im Filmverlag der Autoren war Furchtlose Flieger von Veith von Fürstenberg und Martin Müller.

## Die ersten Jahre
Von Anfang an litt der Filmverlag der Autoren unter einer Unterfinanzierung. Das Stammkapital wurde durch einen Kredit von 30.000 DM aufgebracht. Jeder Gesellschafter sollte 20.000 DM als Haftungseinlage einzahlen – eine Verpflichtung, die jedoch nicht eingelöst wurde.
Eingespielte Gewinne sollten je zur Hälfte an den Filmverlag und den jeweiligen Filmemacher ausgezahlt werden: Ein Kompromiss zwischen der genossenschaftlichen Idee und Einzelinteressen. Auch in den Folgejahren veröffentlichten die renommierten Regisseure ihre Filme aus Solidarität weiterhin beim Filmverlag, obwohl sie von US-amerikanischen Verleihfirmen mehr Geld bekommen hätten. Dennoch blieb die wirtschaftliche Lage des Unternehmens unsicher.
1972 wurde Laurens Straub zusammen mit Veith von Fürstenberg Geschäftsführer.
1974 wurde der Filmverlag der Autoren in eine GmbH & Co. KG umgegründet. Nur noch sieben Gesellschafter blieben im Geschäft: Hark Bohm, Uwe Brandner, Rainer Werner Fassbinder (neu), Michael Fengler, Hans W. Geissendörfer, Hans Noever und Wim Wenders. Die neue Gesellschaft konzentrierte sich ausschließlich auf den Verleih. Dabei gab es drei Schwerpunkte:
- Filme der Regisseure des Neuen Deutschen Films
- Erstlingswerke
- ausländische Filme, meist experimentell

## Augstein
Im Februar 1977 beteiligte sich Rudolf Augstein, der Herausgeber des Nachrichtenmagazins Der Spiegel, als Privatperson mit 55 Prozent des Gesellschaftskapitals von 600.000 DM am Filmverlag der Autoren. Er rettete das Unternehmen damit vor der Zahlungsunfähigkeit. Rainer Werner Fassbinder schied als Gesellschafter aus. Übrig blieben Hark Bohm, Uwe Brandner, Hans W. Geissendörfer und Wim Wenders. Als neue Geschäftsführer wurden Theo Hinz und Matthias Ginsberg eingesetzt. Das Repertoire sollte um kommerzielle, aber anspruchsvolle Filme ergänzt werden.
1977/78 engagierte sich der Filmverlag wieder als Produzent. Der Dokumentarfilm Deutschland im Herbst, eine Gemeinschaftsarbeit mehrerer Regisseure des Neuen Deutschen Films, kam 1978 in die Kinos. Im gleichen Jahr gründete der Filmverlag die Tochterfirma Pro-ject Filmproduktion. Sie produzierte den Film Der Kandidat, der sich nach dem Vorbild von Deutschland im Herbst mit der Kandidatur von Franz Josef Strauß als Bundeskanzler beschäftigte.
Neben diesen „politischen“ Filmen verfolgte das Unternehmen in der Augstein-Ära weiterhin einen stärker kommerziell ausgerichteten Kurs. Der erhoffte wirtschaftliche Erfolg kam ab 1980 mit Filmen wie Theo gegen den Rest der Welt (über 3 Millionen Zuschauer) und Männer. In den Folgejahren entfernte sich der Filmverlag zunehmend von den Vorstellungen seiner Gründer und nahm auch Produktionen wie Terminator und Das turbogeile Gummiboot unter Vertrag.
Theo Hinz schied im Februar 1983 beim Filmverlag der Autoren aus und gründete im August seinen eigenen Verleih Futura-Film. Erster Film im Programm war Die Macht der Gefühle von Alexander Kluge.
1986 verkaufte Augstein seine Anteile am Filmverlag an die Futura-Film.
1989 gründete der Filmverlag die Mediengesellschaft Felix-Film mit dem Ziel, den sowjetischen Film stärker in der Bundesrepublik zu verbreiten.

## ARRI
Im Juni 1996 wurde Franz Kraus, Geschäftsführer ARRI-TV, Geschäftsführer des Filmverlags der Autoren.

## Kinowelt
Im Oktober 1999 übernahm die Kinowelt Medien AG den Filmverlag der Autoren. Johannes Wachs wurde im Januar 2000 Geschäftsführer. Zum Filmstock von rund 300 Titeln gehören praktisch sämtliche Klassiker des Neuen deutschen Films. Das Label Filmverlag der Autoren ging zunächst an den Arthaus Filmverleih, eine Tochterfirma der Kinowelt.
Nach dem Neustart der Kinowelt als GmbH am 1. Juli 2003 in Leipzig firmierte das Unternehmen als Filmverlag der Autoren und Futura Film GmbH & Co. Verleih Vertriebsgesellschaft KG [AG Leipzig HRA 14568] mit drei Tochterfirmen:
- Futura Film Weltvertrieb im Filmverlag der Autoren GmbH [AG München HRB 43522]
- Pro-ject Filmproduktion im Filmverlag der Autoren GmbH [AG München HRB 55931]
- FELIX Film Medienagentur GmbH [AG München HRB 86977]

Inzwischen sind diese Firmen im Handelsregister gelöscht.

## DVD-Dokumentation
Die Arbeit des Filmverlags wurde 2009 in einer aus 50 DVDs bestehenden „Filmverlag der Autoren Edition“, die bei Arthaus erschien, dokumentiert. Bei fast der Hälfte der Filme handelte es sich um DVD-Weltpremieren.

## Nachweise
1. ↑  Liste der enthaltenen Filme (Memento vom 18. Februar 2010 im Internet Archive)
2. ↑  Michael Althen, Wir wollen nicht nur, dass ihr uns liebt. Eine Edition feiert mit fünfzig DVDS den Filmverlag der Autoren, F.A.Z., 4. Februar 2009, S. 34 – ausführliche Kritik